# Delta Cryogenic Second Stage
Il Delta Cryogenic Second Stage (DCSS) è una famiglia di stadi a razzo criogenici usata sui veicoli di lancio Delta III e Delta IV e il cui utilizzo è previsto anche a bordo del Block 1 dello Space Launch System. Lo stadio consiste in un serbatoio cilindrico dell'idrogeno liquido strutturalmente separato da un serbatoio sferico dell'ossigeno liquido. Il cilindro del LH2 trasporta i carichi utili in ogni lancio, mentre il motore e il serbatoio LOX sono sospesi nell'interstadio del razzo. Lo stadio è alimentato da un singolo motore Pratt & Whitney RL10-B-2 fornito di un ugello al carbonio espandibile fornendo un elevato impulso specifico.

## Delta III
La prima variante del DCSS volata era a bordo del Delta III eseguendo 2 di 3 voli. Un esempio mai volato è esposto all'esterno del Discovery Cube Orange County.

## Delta IV
Sul Delta IV volano 2 varianti. Per adattare il primo al secondo stadio vengono utilizzati interstadi diversi. Nel Delta IV Medium viene utilizzato un interstadio a tronco di cono che va da 5 a 4 metri di diametro per la variante dello stadio da 4 metri, mentre con il DCSS da 5 metri di diametro viene usato un interstadio cilindrico.

## ICPS
L'Interim Cryogenic Propulsion Stage (ICPS), un DCSS modificato, è usato a bordo del volo di debutto dello Space Launch System, nelle missioni Artemis 1, nel 2022,  è sarà usato anche in Artemis 2,previsto nel 2026, e Artemis 3, nel 2027